# Marrón momia

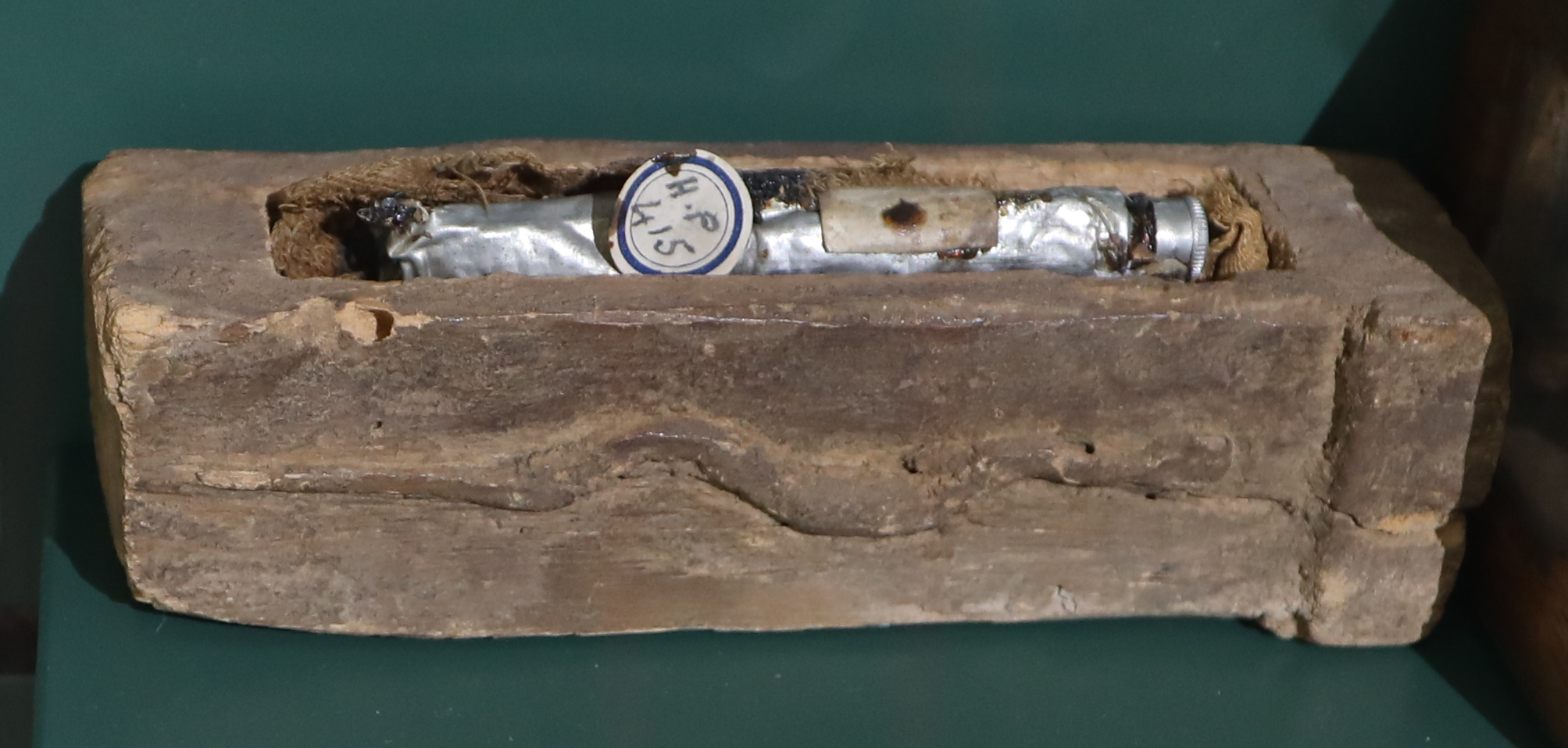
Un tubo de color marrón momia en un ataúd

Marrón momia, también conocido como marrón egipcio o Caput Mortuum,Es un pigmento bituminoso de color marrón intenso con buena transparencia, con un tono entre el umbra quemado y el umbra crudo.El pigmento se elaboraba a partir de carne de momias mezclada con brea blanca y mirra.El marrón momia fue muy popular desde mediados del siglo XVIII hasta el siglo XIX. Sin embargo, los suministros de momias nuevas disminuyeron y los artistas estaban menos satisfechos con la permanencia y el acabado del pigmento.En 1915 la demanda había disminuido significativamente.Los proveedores dejaron de ofrecerlo a mediados del siglo XX.
El marrón momia era uno de los colores favoritos de los prerrafaelitas. Fue utilizado por muchos artistas, entre ellos Eugene Delacroix, William Beechey, Edward Burne-Jones, Lawrence Alma-Tadema y Martin Drolling.